# Литвинов, Нарцисс Исаевич
Нарцисс Исаевич Литвинов (6 июля 1927—7 февраля 2018) — советский и российский териолог, известный своим вкладом в систематику рода Alticola.

## Биография
Родился 6 июля 1927 года в Иркутске. В 1942 году там же закончил семилетнюю 4-ю среднюю школу. Поступил, а 1945 году окончил Иркутский сельскохозяйственный техникум. С 1945 по 1946 год работал зоотехником в Усть-Ордынском окружном отделе сельского хозяйства.
В 1946 потупил на биолого-почвенный факультет Иркутского государственного университета, а в 1951 — его окончил. В 1950—1951 годах работал научным сотрудником зоологического отделения Иркутского научно-исследовательского противочумного института. После окончания университета в 1951 году работал зоологом Владивостокской противочумной портовой лаборатории, а в 1952—1954 годах — Кяхтинского противочумного отделения.
1 сентября 1954 года прошёл по конкурсу на должность ассистента кафедры охотоведения Иркутского сельскохозяйственного института, позднее работал доцентом.
В декабре 1962 года назначен, а позднее избран на должность заведующего кафедрой зоологии. На этой должности проработал до 1980 года.
В июне 1963 года защитил диссертацию на соискание степени кандидата биологических наук по теме «Наземные позвоночные острова Ольхон». 8 января 1964 защита утверждена ВАКом. 16 сентября 1964 утверждён в звании доцента по кафедре зоологии.
В 1995 году присвоено учёное звание профессора.
30 июня 2010 году вышел на пенсию.

## Семья
- Жена — Валерия Михайловна, урождённая ?, старший преподаватель кафедры ботаники Иркутского государственного университета[2].
  - Сын — Юрий (1953 г. р.), д.б.н., зав. лаборатории Института систематики и экологии СО РАН в Новосибирске[2]
  - Сын — Михаил, к.б.н., зам. директора по научной работе Уссурийского заповедника[2].